# Wolfgang Pichler

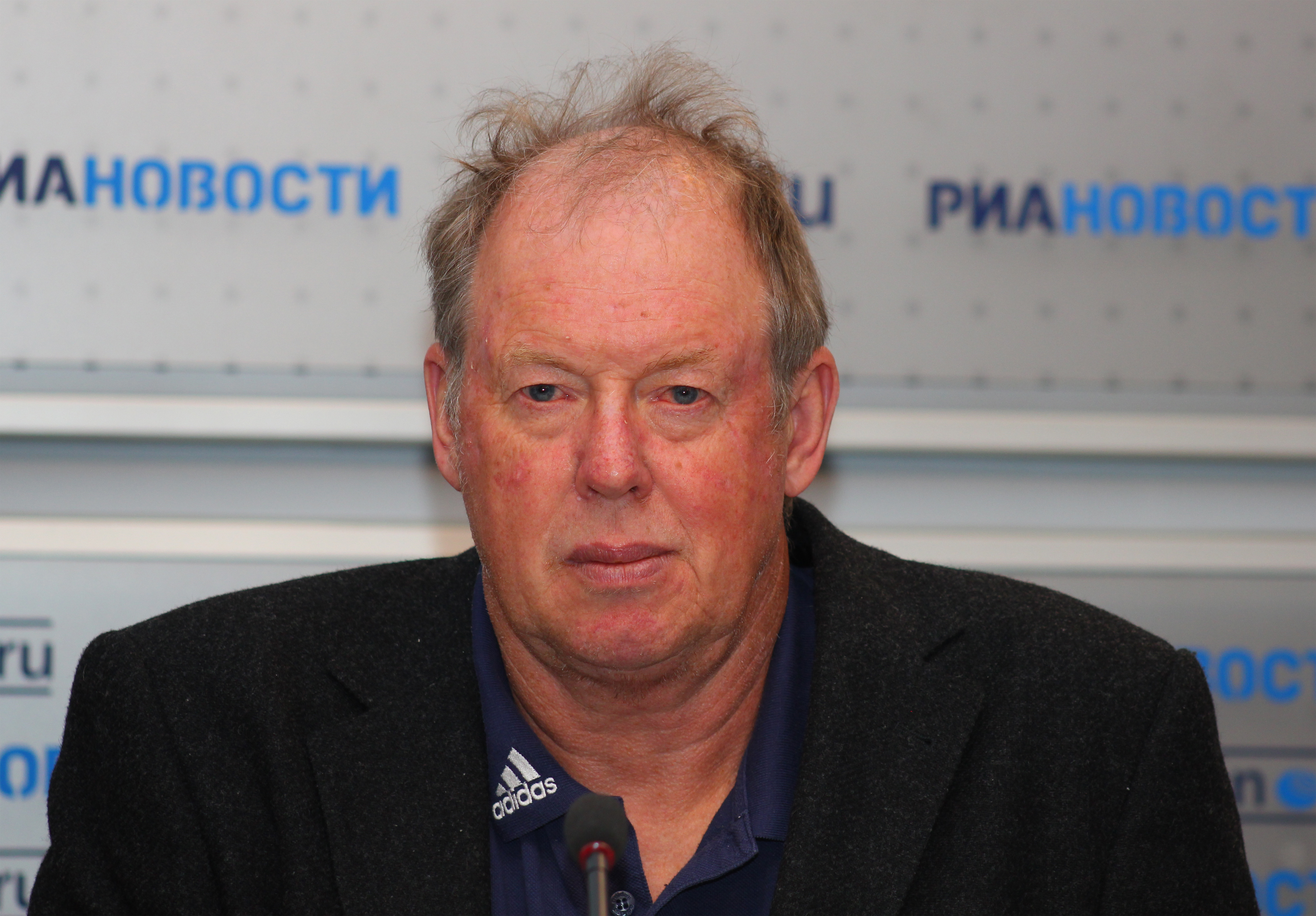
Wolfgang Pichler (2011)

Wolfgang Pichler (* 23. Januar 1955 in Ruhpolding) ist ein deutscher Biathlon- und Langlauftrainer.
Insbesondere in Schweden, wo er von 1995 an mehr als 20 Jahre in verschiedenen Funktionen wirkte, ist Pichler eine Schlüsselfigur für die Entwicklung des nationalen Biathlons. Er betreute unter anderem die Rekordweltucpsiegerin Magdalena Forsberg sowie die Olympiasieger Anna Carin Olofsson, Björn Ferry und Hanna Öberg. Insgesamt gewannen die von ihm trainierten Sportler etwa 40 Medaillen bei Olympischen Spielen und Weltmeisterschaften.
Seit dem Beginn seiner Trainerkarriere trat Pichler unter anderem an der Seite des früheren DDR-Biathleten Jens Steinigen als scharfer Dopingkritiker in Erscheinung. Von 2011 bis 2014 betreute er das russische Biathlonteam, wobei mehrere von ihm trainierte Athletinnen später ebenfalls wegen Dopingmanipulationen gesperrt wurden. Gegen eine eigene Olympiasperre ging Pichler erfolgreich vor.

## Werdegang

### Zoll-Ski-Trainer und Auseinandersetzungen mit dem Deutschen Skiverband (bis 1995)
In den 1970er Jahren gehörte Pichler dem B-Kader des bundesdeutschen Skilanglaufteams an, später bestritt er auch im Biathlon Wettkämpfe und erreichte als bestes internationales Ergebnis einen 19. Rang im Weltcup. Bereits Ende der 1980er Jahre arbeitete er als Betreuer mit seinem jüngeren Cousin Walter Pichler zusammen, der 1984 eine olympische Staffelbronzemedaille gewonnen hatte. Zwei Jahrzehnte später gaben beide gegenüber der Süddeutschen Zeitung an, es habe im bundesdeutschen Team systematisches Doping durch den Sportarzt Erich Spannbauer gegeben. Die Pichlers hätten sich dagegen gewehrt, der im Frühjahr 1986 von ihnen informierte Skiverband habe aber zunächst keine Sanktionen gegen den Arzt verhängt, man habe sie stattdessen fortan ausgegrenzt. Wolfgang Pichler bezeichnete die Auseinandersetzung mit dem Deutschen Skiverband später als seinen „erste[n] große[n] Kampf gegen dieses Dreckszeug [Doping]“. Spannbauer wurde 1987 entlassen, nachdem ein Dopingtest des Olympiasiegers Peter Angerer positiv ausgefallen war.
Pichler, der als Autodidakt in den Trainerjob eingestiegen war, betreute das deutsche Zoll-Ski-Team in Ruhpolding und in dieser Funktion ab 1990 auch den Ostdeutschen Jens Steinigen. Pichler und Steinigen wandten sich gegen die Übernahme früherer DDR-Trainer – insbesondere des Biathloncheftrainers Kurt Hinze – in die vereinigte Skimannschaft. Nach Steinigens öffentlichen Vorwürfen, die DDR-Mannschaft sei 1985 in Anwesenheit Hinzes zum Doping aufgefordert worden, galt Pichler als Anstifter. Der Zoll entzog ihm die Betreuung Steinigens, nach Angabe des Athleten aus Sorge um die Beziehungen zum Skiverband. Pichler trainierte Steinigen und andere Sportler zunächst in einer privaten Trainingsgruppe weiter, erst auf Anweisung des für den Zoll zuständigen Finanzministers Theo Waigel konnte er seine vorherige Position 1992 wieder aufnehmen. Hinze war als DSV-Cheftrainer nach weiteren Beschuldigungen Ende 1991 zurückgetreten. Bei den olympischen Biathlonwettkämpfen 1992 wurde Steinigen mit der deutschen Staffel Olympiasieger. In den folgenden Jahren blieb das Verhältnis des Zolltrainers Pichler zu den Betreuern im Skiverband konfliktbelastet, etwa als Steinigen keine Berücksichtigung in der Olympiastaffel 1994 fand.

### Erfolge mit Magdalena Forsberg und der schwedischen Nationalmannschaft (1995 bis 2011)

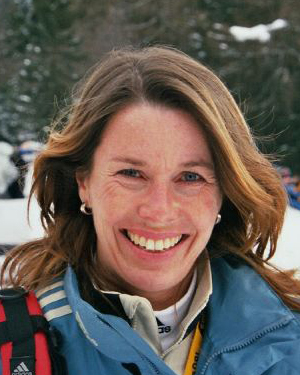
Magdalena Forsberg (hier 2006) gewann mit Pichler als Trainer sechsmal den Gesamtweltcup.

Zu der von Pichler betreuten privaten Trainingsgruppe in Ruhpolding gehörte auch der Schwede Leif Andersson, der 1992 mit der schwedischen Staffel die olympische Bronzemedaille in Albertville gewonnen hatte – die erste Biathlonmedaille für das Land nach 20 Jahren. Mit Andersson als Schießtrainer wechselte Pichler im Mai 1995 als Biathlon-Nationaltrainer zum schwedischen Verband. Dort schrieb er unter anderem die Trainingspläne für Magdalena Forsberg, die 1993 vom Skilanglauf zum Biathlon gewechselt war. Unter Pichler gewann Forsberg von 1997 bis zu ihrem Karriereende 2002 sechsmal in Folge den Gesamtweltcup und ebenso viele WM-Titel. Pichler bezeichnete sich und Forsberg als „perfektes Team“ und lobte vor allem das Vertrauen, das sie ihm entgegenbrachte, sowie den Professionalismus, mit dem sie seine Vorgaben umsetzte. Mikael Löfgren, der 1993 als erster Schwede den Gesamtweltcup gewonnen hatte, trat 1998 vom Leistungssport zurück und begründete dies mit Kritik an Pichlers in seinen Augen zu hartem Führungsstil. In der Folge verlor Pichler vorübergehend die Position als Nationaltrainer und war bis 2002 persönlicher Trainer Forsbergs.
Nach Forsbergs Rücktritt vom Leistungssport berief der schwedische Teamchef Staffan Eklund Pichler im März 2002 zum Trainer der Männer-Nationalmannschaft. Pichler baute um die jungen Björn Ferry und Carl Johan Bergman ein Team auf, das 2005 nach zwölf Jahren erstmals wieder ein Staffelrennen im Weltcup für Schweden gewann. Sowohl Bergman als auch Ferry entschieden mehrere Einzelwettkämpfe für sich, Ferry wurde 2010 Verfolgungsolympiasieger. Parallel zum Männerteam formte Pichler eine schwedische Biathlon-Frauenmannschaft: Zunächst war Forsberg mehrere Jahre die einzige erfolgreiche Sportlerin ihres Landes gewesen, auf sie war die frühere Skilangläuferin Anna Carin Olofsson gefolgt, die bis 2005 Schweden alleine im Weltcup vertrat. Olofsson, von Pichler später als hart trainierende „Maschine“ charakterisiert, triumphierte 2006 im olympischen Massenstart vor Kati Wilhelm und wurde damit die erste schwedische Biathlonolympiasiegerin. Im Hinblick auf die Heim-WM 2008 in Östersund führte Pichler weitere Sportlerinnen an die Weltspitze heran, darunter die spätere Gesamtweltcupsiegerin und Weltmeisterin Helena Jonsson. 2007 gewannen Jonsson, Olofsson, Ferry und Bergman den WM-Titel in der Mixed-Staffel. Unmittelbar nach diesem Erfolg stufte Pichler ihn – angesichts des weiten Weges „von ganz unten“ – als den größten seines Trainerlebens ein.
In der Saison 2001/02 – bevor Pichler die Verantwortung für das schwedische Team übernahm – hatten die Männer den zehnten Rang in der Nationenwertung des Biathlon-Weltcups belegt und die Frauen den achtzehnten. Bis 2008/09 verbesserten sich beide Mannschaften kontinuierlich auf die Plätze vier (Männer) und zwei (Frauen). Pichler verlängerte seinen Vertrag in Schweden frühzeitig bis zu den Olympischen Winterspielen 2014, war aber ab 2010 nur noch für das Frauenteam zuständig.

### Russischer Nationaltrainer und Rückkehr nach Schweden (seit 2011)
Im Frühjahr 2011 schloss Pichler einen Drei-Jahres-Vertrag mit der Russischen Biathlon-Union (RBU) ab, um das russische Frauenteam auf die Olympischen Winterspiele 2014 in Sotschi vorzubereiten. Der Verbandswechsel stieß auf große Überraschung, da Pichler noch 2009 – nachdem die Athleten Jaroschenko, Achatowa und Jurjewa des EPO-Missbrauchs überführt worden waren – scharfe Kritik am russischen System geübt hatte und das schwedische Team in der Folge Morddrohungen erhalten hatte. Pichler selbst gab unmittelbar nach Bekanntgabe des Wechsels an, sich die Entscheidung nicht leicht gemacht zu haben. Er begründete die Annahme des russischen Angebotes später zum einen damit, dass er „Schweden müde“ gewesen sei, zum anderen habe er gedacht, er könne „das System verändern“. Zudem sah er sich vom neuen, als Modernisierer auftretenden RBU-Präsidenten Michail Prochorow und dessen Verbandsdirektor Sergei Kuschtschenko unterstützt. Die russischen Frauen gewannen 2012 zwar die Nationenwertung des Weltcups – unter anderem dank drei Siegen ihrer stärksten Athletin Olga Saizewa –, aber lediglich eine WM-Bronzemedaille. Nachdem auch bei der WM 2013 Erfolge ausblieben, wuchs die Kritik an Pichler und seinen Trainingsmethoden, die etwa Prochorows Vorgänger Alexander Tichonow vorbrachte. Im April wurde er als Cheftrainer abgesetzt, blieb aber verantwortlich für einen Teil der Läuferinnen um Saizewa und Olga Wiluchina. Im Vorfeld der Olympischen Spiele kam es zunächst zu mehreren Dopingfällen unter den nicht von Pichler betreuten Athletinnen, während Saizewa und Wiluchina mit der Staffel in Sotschi die Silbermedaille gewannen und Wiluchina zudem Zweite im olympischen Sprint wurde. Pichler beendete sein Engagement in Russland nach den Olympischen Spielen. Ende 2017 strich die Oswald-Kommission des Internationalen Olympischen Komitees (IOK) infolge des McLaren-Reports auch Wiluchinas und Saizewas Ergebnisse von 2014 wegen manipulierter Dopingproben und verhängte über beide eine lebenslange Olympiasperre. Pichler, mittlerweile wieder schwedischer Trainer, sollte ebenfalls die Akkreditierung für die Olympischen Winterspiele 2018 entzogen werden, er sah sich jedoch als „Opfer eines Komplotts“ und setzte erfolgreich eine Aufhebung des IOK-Beschlusses durch.
Nach einem Ruhejahr kehrte Pichler 2015 als Cheftrainer zum schwedischen Biathlonverband zurück, verlangte dafür aber freie Hand bei der Zusammenstellung der Mannschaft. Die Erfolgsathleten der 2000er Jahre hatten sich mittlerweile vom Leistungssport zurückgezogen, sowohl das Männer- als auch das Frauenteam waren erneut aus den Top Ten der Nationenwertung gefallen. Mit Blick auf die – nach 2008 zum zweiten Mal in Östersund stattfindenden – Heim-Weltmeisterschaften 2019 strich Pichler alle Athleten, die er als durchschnittlich ansah, aus der Nationalmannschaft und baute ein Perspektivteam aus jungen Sportlern und Sportlerinnen auf. Diesem gehörten die 1995 geborene Hanna Öberg und der nochmals anderthalb Jahre jüngere Sebastian Samuelsson an. Sowohl Öberg als auch Samuelsson gewannen bereits bei den Olympischen Spielen 2018 in Pyeongchang jeweils eine Gold- und eine Silbermedaille, was als große Überraschung gewertet wurde. Öberg entschied auch bei der WM 2019 das 15-Kilometer-Rennen für sich und wurde zur führenden Athletin des schwedischen Frauenteams, das 2018/19 wieder den fünften Rang in der Nationenwertung belegte. Pichler beendete seine Zeit als Nationaltrainer nach der WM in Östersund und übernahm eine Position als Talenteentwickler für das Schwedische Olympische Komitee. Sein Nachfolger wurde sein Assistenztrainer Johannes Lukas.
Im Frühjahr 2024 unterschrieb Pichler auf Vermittlung eines Entwicklungsprogramms der Internationalen Biathlon-Union einen Zweijahresvertrag als Berater des Bulgarischen Biathlonverbands. Er schreibt in dieser Funktion die Trainingspläne für die Nationalmannschaft und „überwacht Abläufe und Ergebnisse“.

### Weitere Aufgaben
Pichler war auch während seiner Zeit als Biathlon-Nationaltrainer in Schweden weiterhin als Zollbeamter in Bad Reichenhall an der österreichischen Grenze beschäftigt und füllte dort eine 60-Prozent-Stelle aus. Während seiner Zeit in Russland war er vom Dienst freigestellt.
Neben dem schwedischen Nationalkader betreute Pichler insbesondere Mitte der 2000er weitere Sportler, etwa die Biathletinnen Saskia Santer und Liv-Kjersti Eikeland. In deutschen Medien besonders beachtet wurde sein Engagement bei der Skilanglauf-Olympiasiegerin Evi Sachenbacher (seit ihrer Hochzeit 2005: Sachenbacher-Stehle): Sachenbacher löste sich 2004 aus der von Jochen Behle geführten Trainingsgruppe des DSV, um ein individuelles Programm mit Pichler zu verfolgen, der auf eine deutlich höhere Trainingsintensität setzte. Im Verlauf der Olympischen Winterspiele 2006 wurde bei Sachenbacher-Stehle ein erhöhter Hämoglobinwert festgestellt. Sie erhielt eine fünftägige Schutzsperre, die Pichler als überzogen ansah: Die Überschreitung der Grenzwerte sei lediglich der Höhenlage geschuldet. Während der etwa drei Jahre, in denen Sachenbacher-Stehle unter Pichlers Anleitung stand, kam es zwischen ihm und Behle zu offenen Auseinandersetzungen. Im Februar 2007 warf Pichler Behle mangelnde Sensibilität vor und forderte einen separaten Frauentrainer im deutschen Langlaufteam. Pichler zog sich letztlich aus der Betreuung Sachenbacher-Stehles zurück und begründete dies unter anderem damit, dass er sie aus Zeitgründen nur selten zu Wettkämpfen begleiten konnte.

## Trainingsstil und Einschätzungen als Trainer
Pichler galt als autoritärer Trainer, der großen Wert auf Disziplin legte: Die Sportler sollten die von ihm erstellten Trainingspläne – die er Forsberg via Fax, späteren Athleten via E-Mail übermittelte – strikt einhalten, wobei er sich auf keine Diskussionen einließ. Mit einem Messgerät am Handgelenk der von ihm Trainierten kontrollierte er Werte wie Herzfrequenz oder Laufgeschwindigkeit. Ebenfalls hohe Bedeutung maß Pichler dem Teamgeist zu und gestattete auch aus diesem Grund keine individuellen Abweichungen vom Gruppentraining. Mona Brorsson erklärte, Pichlers Trainingsmethoden seien ihr nach mehreren Jahren im Nationalkader „unglaublich eintönig“ (im Original: „otroligt enformig“) geworden und lobte, dass es unter seinem Nachfolger Johannes Lukas mehr Abwechslung gebe.
Pichler gab selbst an, sein Trainingssystem sei „aus vielen Jahren des Herumprobierens“ entstanden. Seine genauen Methoden machte er zunächst nicht öffentlich. Im Rückblick führte er aus, mit Forsberg ein Trainingsprogramm entwickelt zu haben, in dem Ruhephasen eine wichtige Rolle spielten, zudem habe er besonderen Wert auf intensives Intervalltraining in der Skating-Technik gelegt.
In der Betreuung seiner Athleten galt Pichler als besonders engagiert und emotional. Hanna Öberg beschrieb ihn dahingehend, dass er „schnell sehr wütend werden“ könne, „aber eine Minute später schon wieder die Ruhe selbst“ sei. Anna Carin Olofsson nannte ihn den „enthusiastischsten Trainer“, den sie getroffen habe, hob ebenfalls die Stimmungsschwankungen hervor und gab an – wie auch etwa Magdalena Forsberg und Björn Ferry –, Pichler trage einen großen Anteil an ihrem Erfolg. Carl Johan Bergman sagte 2006 nach seinem ersten Weltcupsieg, Pichler sei „wie ein Papa“ zu seinen Sportlern und täte alles für den Biathlon.

## Persönliches
Die Familie Pichler ist eng mit dem Biathlonstandort Ruhpolding verbunden: Wolfgang Pichlers Vater Hans zählte in den 1970er Jahren zu den Pionieren beim Bau des Stadions am Zirmberg, dem Vorgänger der späteren Chiemgau-Arena. Dort fanden 1979 die Weltmeisterschaften statt, bei denen Hans Pichler Stadionchef war. Claus Pichler, einer von zwei Brüdern Wolfgangs, war von 2008 bis 2020 Bürgermeister Ruhpoldings und führte das Organisationskomitee der Weltmeisterschaften 2012. Wolfgang Pichlers Lebensmittelpunkt lag durchgängig in Ruhpolding, wo er die von ihm betreuten Sportler teilweise trainieren ließ. Er hat zwei Kinder aus früherer Ehe.
Seit jungen Jahren ist Pichler Tennisspieler und auch staatlich geprüfter Tennislehrer. Als Mitglied im Ü-50-Team des TC Bad Reichenhall meldete er 2010 den schwedischen Wimbledonsieger Björn Borg für seine Mannschaft, was auf mediales Echo stieß. Pichler nennt Borg eines seiner Vorbilder neben dem sozialdemokratischen schwedischen Ministerpräsidenten Olof Palme. Bezogen auf seine politische Ausrichtung bezeichnet sich Pichler als „Sozialist“ und „Grüner“.
Anfang März 2022 gehörte Pichler zu den Gründungsmitgliedern des Vereins Athletes for Ukraine.

## Öffentliches Bild und Würdigung
Nach drei Jahrzehnten im Biathlon war Pichler einer der weltweit etabliertesten Trainer der Sportart. Er trat als „eher urige oberbayerische Gestalt […] mit Kanten“ in Erscheinung, wobei häufig auch sein teilweise mit deutschen Versatzstücken durchmischtes Englisch Erwähnung fand. In Deutschland erhielt Pichler insbesondere für seinen Einsatz gegen Doping die Zuschreibung als „Querdenker“ – auch er selbst bezeichnete sich als solcher – und galt zwischenzeitlich als „Nestbeschmutzer“. Später wurde er als Vorreiter für deutsche Biathlontrainer im Ausland gesehen (in den 2000ern folgte etwa Klaus Siebert diesem Weg), wobei er mehrmals Interesse an einer Rückkehr in leitender Funktion nach Deutschland signalisierte. Insbesondere nach dem Ende seiner Beschäftigung in Russland zeigte er sich überrascht, dass es nur geringe Bemühungen seitens des deutschen Teams gegeben habe, ihn zu verpflichten.
Durch die Erfolge der von Pichler betreuten Athleten erfuhr die Sportart Biathlon in Schweden einen enormen Zuwachs an Aufmerksamkeit, der sich etwa in der Steigerung der Fernsehzuschauerzahlen von 50.000 nach dem Karriereende Magdalena Forsbergs auf 900.000 im Jahr 2012 ausdrückte. Die Heim-Weltmeisterschaften 2019 erreichten ein Millionenpublikum. Auch Pichler selbst gewann an Popularität. Im Januar 2007 erhielt er den im Rahmen der Svenska Idrottsgalan vom schwedischen Fernsehen verliehenen Sportspegelpris, während Anna Carin Olofsson beim gleichen Anlass als Sportlerin des Jahres ausgezeichnet wurde. Zum Ende seiner Laufbahn als Cheftrainer sprach die Journalistin Saskia Aleythe 2019 für die Süddeutsche Zeitung Pichler in Schweden den Status eines „Popstar[s]“ zu.

## Erfolgsübersicht als Biathlontrainer

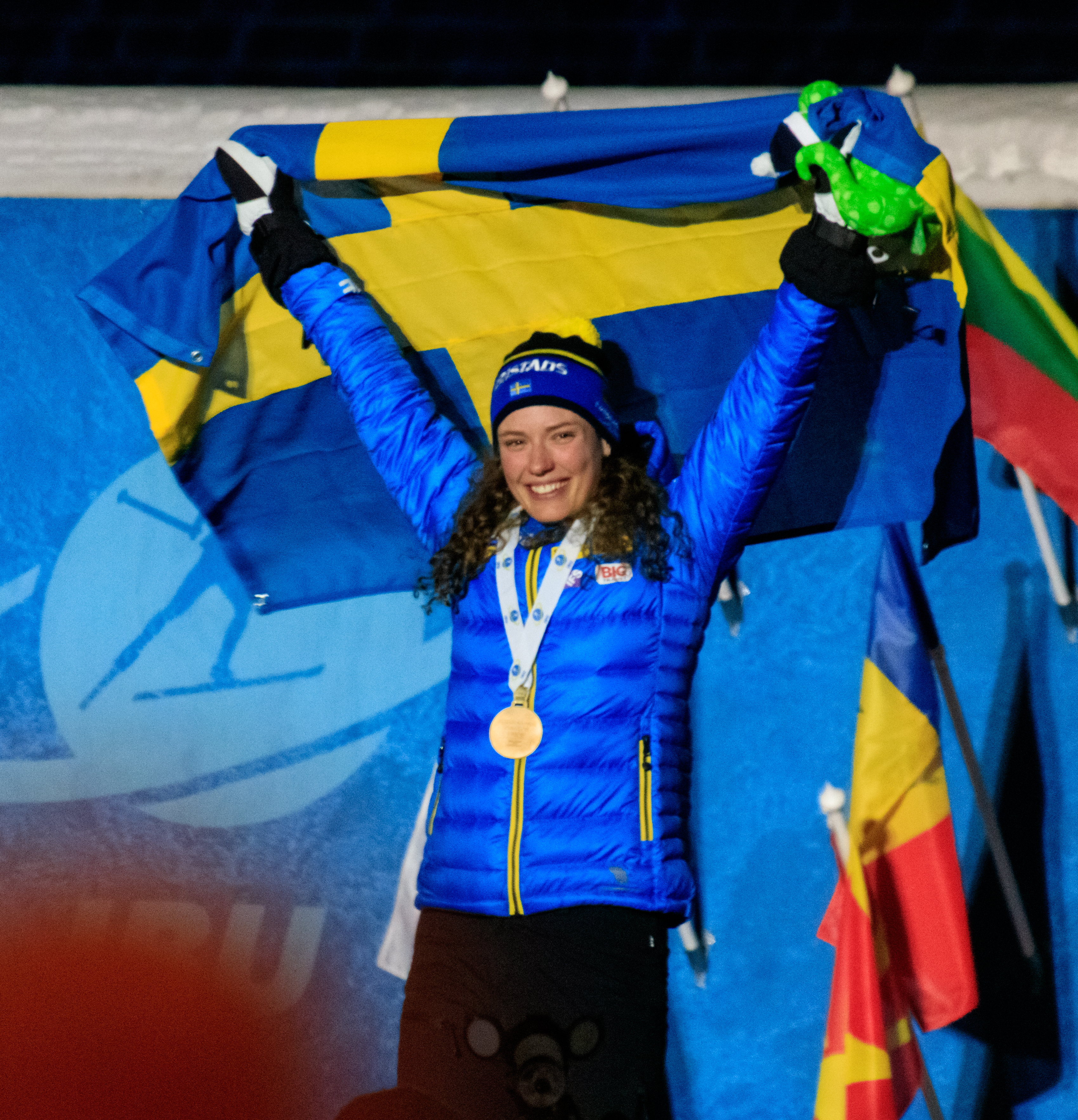
Der letzte von Pichler betreute Erfolg war Hanna Öbergs Weltmeistertitel in Östersund 2019.

Die von Pichler trainierten deutschen, schwedischen und russischen Biathleten gewannen zwischen 1992 und 2019 elf Medaillen bei Olympischen Spielen – ohne Einbezug der beiden aberkannten von 2014 – und 26 bei Weltmeisterschaften (wenn pro Staffel jeweils eine Medaille gezählt wird). In der Summe die meisten Medaillen holte Magdalena Forsberg, die zwar nicht Olympiasiegerin wurde, dafür aber sechsfache Gesamtweltcupsiegerin.
Olympische Biathlonwettkämpfe
- Albertville 1992: Goldmedaille der deutschen Männerstaffel um Jens Steinigen, Bronzemedaille der schwedischen Männerstaffel um Leif Andersson
- Salt Lake City 2002: zwei Bronzemedaillen von Magdalena Forsberg im Sprint und im Einzel
- Turin 2006: Goldmedaille von Anna Carin Olofsson im Massenstart, Silbermedaille von Olofsson im Sprint
- Vancouver 2010: Goldmedaille von Björn Ferry in der Verfolgung
- Sotschi 2014: zwei aberkannte Silbermedaillen von Olga Wiluchina im Sprint und von der russischen Frauenstaffel
- Pyeongchang 2018: Goldmedaille von Hanna Öberg im Einzel und von der schwedischen Männerstaffel, Silbermedaille von Sebastian Samuelsson in der Verfolgung und von der schwedischen Frauenstaffel

Biathlon-Weltmeisterschaften
- Ruhpolding 1996: Bronzemedaille von Magdalena Wallin (spätere Forsberg) im Sprint
- Osrblie 1997: zwei Goldmedaillen von Forsberg in der Verfolgung und im Einzel, Bronzemedaille von Forsberg im Sprint
- Pokljuka 1998: Goldmedaille von Forsberg im Massenstart
- Kontiolahti/Oslo 1999: Silbermedaille von Forsberg im Sprint, Bronzemedaille von Forsberg im Massenstart
- Oslo 2000: Goldmedaille von Forsberg in der Verfolgung, Bronzemedaille von Forsberg im Einzel
- Pokljuka 2001: zwei Goldmedaillen von Forsberg im Einzel und im Massenstart, Bronzemedaille von Forsberg in der Verfolgung
- Hochfilzen 2005: Silbermedaille von Anna Carin Olofsson im Massenstart
- Antholz 2007: Goldmedaille der schwedischen Mixed-Staffel, Silbermedaille von Olofsson im Sprint, Bronzemedaille von Olofsson in der Verfolgung
- Pyeongchang 2009: Goldmedaille von Helena Jonsson (spätere Ekholm) in der Verfolgung, Silbermedaille der schwedischen Mixed-Staffel, Bronzemedaille von Jonsson im Massenstart
- Chanty-Mansijsk 2010: Bronzemedaille der schwedischen Mixed-Staffel
- Chanty-Mansijsk 2011: Goldmedaille von Ekholm im Einzel, Bronzemedaille von Ekholm in der Verfolgung
- Ruhpolding 2012: Bronzemedaille von Olga Wiluchina in der Verfolgung
- Östersund 2019: Goldmedaille von Hanna Öberg im Einzel, Silbermedaille der schwedischen Frauenstaffel, Bronzemedaille der schwedischen Single-Mixed-Staffel

Biathlon-Weltcup
Im Gesamtweltcup der Frauen belegte Magdalena Forsberg von 1996/97 bis 2001/02 sechsmal in Folge den ersten Platz. 2008/09 gewann Helena Jonsson die Gesamtwertung in der höchsten Wettkampfserie im Biathlon. Jonsson und Anna Carin Olofsson erreichten zudem weitere zweite und dritte Plätze.
Magdalena Forsberg entschied in ihrer Karriere 42 Weltcuprennen für sich, darunter alleine 14 im Winter 2000/01. Weitere Siege in Einzelwettkämpfen im Weltcup gelangen unter Pichlers Betreuung Ekholm (13), Olofsson-Zidek (12), Björn Ferry (5), Olga Saizewa (4), Carl Johan Bergman (3), Jens Steinigen (2) und Hanna Öberg (2). Hinzu kommen Staffelsiege mit den schwedischen und russischen Teams. Weltmeisterschaften und bis 2010 auch die olympischen Wettkämpfe wurden in die Weltcupwertung miteinberechnet.